# Пунтлендская морская полиция
Пунтлендская морская полиция (англ. Puntland Maritime Police Force, PMPF) — орган безопасности государства Пунтленд, автономного образования на северо-востоке Сомали. На март 2012 года в полиции состояло около 500 человек. Позднее силы полиции доведены ориентировочно до 1000 человек.
Целью создания морской полиции властями государства Пунтленд, согласно официальным документам, была в первую очередь ликвидация пиратства, а также борьба с незаконной ловлей рыбы и прочей незаконной деятельностью у берегов Сомали. Согласно исследованию ООН по Сомали и Эритрее, основной целью морской полиции в 2012 стало обеспечение внутренней безопасности.
В 2014 морскую полицию возглавил директор Абдинасир Бихи Софе Штаб-квартира полиции была организована в порту Бандар-Сияда, провинция Бари.

## Учреждение
К 2010 году Пунтленд являлся одним из основных центров сомалийского пиратства. Президент Путленда Абдирахман Фароле призвал администрацию привести в соответствие силы безопасности с первым общесомалийским антипиратским законом. Это привело к созданию морской полиции PMPF.
Морская полиция Путленда стала поддерживаться Объединёнными Арабскими Эмиратами с момента основания в 2010 году и далее.
ООН инспектировала морскую полицию Путленда на соответствие их действия заявленному, на соответствие законодательствам и на возможность уловок для отмывания денег или обхода эмбарго против Сомали, были выявлены также нарушения.
В обучении полиции принимали участие военные организации из Южной Африки, США, Японии.

## Анти-пиратская деятельность
В марте 2012 года полиция приступила к патрулированию зоны вокруг города Эйль, в мае интенсивная деятельность развернулась в провинциях Бари и Нугаль. В частности полиция блокировала пути снабжения пиратов и помогла двум захваченным судам выйти в воды Индийского океана.
26 мая 2012 года отряд PMPF во главе с полковником Абдиразаком Дирие Фараком в сопровождении с высшими правительственными чиновниками Пунтленда организовали патрулирование побережья района Хафун провинции Бари. На следующий день было арестовано 11 пиратов, базировавшихся в этом районе. Был конфискован грузовик, семь автоматов AK-47 и тяжёлый пулемёт. Среди арестованных оказался Мохамитд Мохамуд Хассан, организовавший захват торговых судов в Аденском заливе и Индийском океане. Он же был причастен к перестрелке с PMPF в марте 2011, когда было убито 5 полицейских и ранено восемь при попытке спасти взятую в заложники датскую семью.
В июне 2012 года PMPF организовала встречу с общественностью побережья района Хафун и составила план взаимодействия местных жителей с морской полицией.
4 июня, получив сигналы, что пираты захватили корабли у побережья Баргаль, морская полиция начала оперативные действия. Неопознанные вертолёты стали сканировать побережье для захвата судов. Командующий определил, что пираты, узнав об операции PMPF, скрылись в водах Индийского Океана, сев на захваченные корабли, стоявшие в доке. 6 июня, по сообщениям правительственных чиновников Пунтленда, обстреляли с вертолёта дом главаря пиратов Иссе Юлуху. Были поражены также три транспортных средства, но Юлуху удалось убежать.

#### MV Iceberg 1
23 декабря 2012 года морская полиция завершила двухнедельную операцию по спасению корабля Iceberg 1 под панамским флагом у города Гараад. Корабль был захвачен два года тому назад, 29 марта 2010. На основании собранных разведданных полиция решилась на прямую атаку с целью спасения экипажа 10 декабря. Когда атака не удалась, морская полиция блокировала судно. При этом было убито три пирата и арестовано три пирата, нелегально поставляющих оружие. В дальнейшем корабль был успешно передан под охрану властей Путленда, а экипаж из 22 человек в полном составе освобождён и ему была оказана медицинская помощь.

## Внешние источники
- PMPF official website
- Exclusive: Inside mission to track down Somali pirates by Lt. Col. Oliver North